# Simon Schubert
Pour les articles homonymes, voir Schubert (homonymie).
Simon Schubert, né en 1976 à Cologne, est un artiste allemand.

## Biographie
De 1997 à 2004, il s'est formé à la Kunstakademie de Düsseldorf, spécialité sculpture de la classe de Irmin Kamp (de).
Inspiré par le Surréalisme ainsi que par Samuel Beckett, Schubert imagine des décors architecturaux, des situations courantes et des objets, les matériaux qu'il utilise peuvent être simples ou sophistiqués, papier blanc plié ou des ensembles complexes de plusieurs matières. Certains de ses pliages de papier sont entrés dans The West Collection à Oaks, Pennsylvania (en), tandis que la Galerie Saatchi à Londres, possède des œuvres sculpturales.

## Sélection d'expositions
2012
- Trait papier, un essai sur le dessin contemporain, Musée des beaux-arts de La Chaux-de-Fonds.

2008
- monode, Kunst-Station Saint-Pierre, Cologne
- paper8, Upstairs Berlin

2007
- Mythos, Upstairs Berlin – Zimmerstrasse, Berlin
- Paramären, Kudlek van der Grinten Galerie, Cologne
- Entropia, Villa de Bank, Enschede

2006
- Klasse Kamp, 1974-2006, Kunsthalle Düsseldorf
- Entwohner, Galerie van der Grinten, Cologne Kunstraum 22, Cologne
- Stipendienausstellung des Vordemberge-Gildewart Stipendium, KölnKunst 7

2004
- Bergischer Kunstpreis 2004, Musée De Baden, Solingen
- Airport Art, Frankfurt am Main

2001
- Exposition de la Kamp Classe, Handwerkskammer Düsseldorf Alte Feuerwache, Cologne

1999
- Villa Banquk, Enschede